# Forårspunktet
Forårspunktet er det skæringspunkt mellem ekliptika og himlens ækvator, som Solen passerer ved forårsjævndøgn cirka den 21. marts. Forårspunktet bruges som nulpunkt ved stedbestemmelse på himlen.
Forårspunktet markerer den første dag af flere kalendere, inklusiv den iranske kalender og Bahá'í kalenderen. Den persiske fest Norouz bliver fejret denne dag.